# Sindrom Legg–Calvé–Perthes
Sindrom Legg–Calvé–Perthes  je aseptična nekroza epifize stegnenične glavice. Bolezen se običajno pojavlja med četrtim in osmim letom starosti, lahko pa tudi med drugim in petnajstim, in je bolj pogosta pri dečkih kot pri deklicah (v razmerju 4:1). Zaradi zmehčanja prizadete epifize v poteku bolezni je možna trajna deformacija stegnenične glavice, ki lahko kasneje v življenju privede do artroze kolka. 

## Epidemologija
Gre za razmeroma redko bolezen, ki so pojavi pri približno 5,5 na 100.000 otrok letno. Tveganje za razvoj bolezni je 1:1.200.

## Simptomi
Simptomi bolezni so bolečine v kolku ali preponi, ki jo povzročijo premiki v sklepu ali premiki noge. Zaradi bolečine se zmanjša premik kolka, kar povzroči šepanje. Prvi znaki bolezni so običajno pritožbe otrok nad bolečinami v kolku.  

## Diagnoza
Za diagnozo bolezni se uporabi rentgenska slika kolka v dveh projekcijah. Negativni izvid na rentgenskem posnetku ni dovolj za izključitev bolezni, zaradi česar se za dokončno diagnozo uporabi scintigrafija kolka.

## Zdravljenje
Zdravljenje bolezni je lahko konzervativno in operativno, odvisno od stadija bolezni. Pri vseh je koristno gibanje neobremenjenega kolka in dolgotrajna razbremenitev. S tem se zagotovi gibljivost kolka in prepreči trajno deformiranje kosti